# Were Ilu (woreda)
Were Ilu est l’un des 105 woredas de la région Amhara, en Éthiopie.